# Malcolm Roberts (chanteur)
Pour les articles homonymes, voir Malcolm Roberts et Roberts.
Malcolm James Roberts (né le 31 mars 1944 à Blackley, mort le 7 février 2003 à Chertsey) est un chanteur anglais.

## Biographie
Malcolm Roberts commence sa carrière artistique comme acteur. Il a un petit rôle dans la série Coronation Street. Il obtient des rôles dans des comédies musicales : Tony de West Side Story puis Maggie May au Adelphi Theatre en 1964.
Son premier single, Time Alone Will Tell, prend la 45e place en 1967. Puis May I Have the Next Dream With You en novembre 1968 est huitième et présent dans les meilleures ventes pendant 15 semaines. Le troisième en novembre 1969 Love is All est douzième. D'après les notes de pochette de sa collection de CD rétrospective de 2001, sa carrière d'enregistrement se poursuit au Brésil, où il a une réception très affectueuse et a de nombreux succès.
Le 7 décembre 1968, il est l'invité spécial du Festival de la chanson de Malte en 1968 au Plaza Theater de Tas-Sliema.
Il apparaît à la télévision américaine le 6 novembre 1970 dans The Tonight Show Starring Johnny Carson. Auparavant, il chante dans The Morecambe and Wise Show en 1969 et The Kenneth Williams Show sur BBC Television. Roberts apparaît plus tard dans la figuration, mettant en vedette Ronnie Corbett et Clodagh Rodgers dans Cinderella en 1971 au London Palladium.
Il fait partie du groupe composé aussi de la Néerlandaise Margo, du Belge Franck Olivier, de l'Américaine Diane Solomon, de la Britannique Ireen Sheer et de l'Allemand Chris Roberts représentant le Luxembourg au Concours Eurovision de la chanson 1985 avec la chanson Children, Kinder, Enfants. La chanson est interprétée principalement en français, avec un contre-chant chanté en anglais et en allemand. Elle obtient 37 points et termine treizième.
Roberts tente seul de représenter le Royaume-Uni en 1991, avec sa propre composition, One Love, mais finit dernier du concours A Song For Europe.
Roberts meurt d'une crise cardiaque le 7 février 2003.

## Source de la traduction
- (en) Cet article est partiellement ou en totalité issu de l’article de Wikipédia en anglais intitulé « Malcolm Roberts (singer) » (voir la liste des auteurs).